# Myrilla papuana
Myrilla papuana är en insektsart som beskrevs av William Lucas Distant 1906. Myrilla papuana ingår i släktet Myrilla och familjen lyktstritar. Inga underarter finns listade i Catalogue of Life.